# Пальмитат кальция
Пальмитат кальция — химическое соединение,
соль кальция и пальмитиновой кислоты с формулой Ca(C15H31COO)2,
светло-желтое вещество,
не растворяется в воде.

## Физические свойства
Пальмитат кальция образует светло-желтое вещество.
Не растворяется в воде и этаноле,
слабо растворяется в бензоле и хлороформе.

## Применение
- Компонент составов для гидрофобизации тканей, кожи, дерева.
- Эмульгатор в косметических препаратах.
- Смазка при производстве таблеток.